# Молочник из Мяэкюла
«Молочник из Мяэкюла» (эст. Mäeküla piimamees) — советский чёрно-белый художественный фильм 1965 года, снятый режиссёром Лейдой Лайус на киностудии «Таллинфильм». По мотивам одноимённого романа Эдуарда Вильде.
Премьера фильма состоялась 10 июля 1965 года в Таллине, в Москве — 11 мая 1966 года. В Эстонской ССР фильм посмотрели 185,8 тыс. зрителей, в СССР — 6,8 млн зрителей.

## Сюжет
Крестьянин-бедняк Тыну стремится разбогатеть и обеспечить свою семью. Он уступает свою молодую жену Мари дряхлеющему барону в обмен на доходное место молочника. Тыну достигает успеха и богатства, становясь одним из самых богатых людей в деревне. Однако деньги не приносят ему счастья, и его семья распадается. В конце концов, жизнь Тыну завершается трагически.

## В ролях
- Юри Ярвет — Тыну Приллуп
- Элле Эха — Мари
- Антс Лаутер — барон фон Кремер
- Яан Саммуль — Яан
- Эвальд Хермакюла — Юхан

Роли дублировали:
- Михаил Глузский — Тыну Приллуп
- Мария Виноградова — Мари
- К. Николаев — барон фон Кремер
- Яков Беленький — Яан
- Юрий Саранцев — Юхан

## Съёмочная группа
- Автор сценария: Вольдемар Пансо
- Режиссёр-постановщик: Лейда Лайус
- Главный оператор: Михаил Дороватовский
- Художник: Рейн Раамат
- Композитор: Арво Пярт
- Звукооператор: Харальд Лаанеметс
- Редактор: Лембит Реммельгас
- Директор картины: Вирве Лунт
- Симфонический оркестр Эстонского радио, дирижёр Эри Клас

Фильм дублирован на Центральной киностудии детских и юношеских фильмов им. М. Горького
- Режиссёр дубляжа: Алексей Золотницкий
- Звукооператор: А. Беляев

## Съёмки
Съёмки велись в Таллине.

## Критика
Отмечается, что в фильме отсутствует глубина образов романа и психологическая разработка характеров, оставляя зрителей с банальной историей купли-продажи.

В отличие от фильма «Нам было восемнадцать лет» фильм Л. Лайус лишён широкого общественно-политического фона, нет в нём и развёрнутой картины народной жизни — действие в основном сосредоточено на небольшом крестьянском хуторе, а сюжет ограничивается весьма локальной историей «договора» помещика с бедняком, согласно которому последний в обмен на жену получает в аренду молочную ферму. Но вот и из этой истории Л. Лайус сумела извлечь современную мысль и — в соответствии с характером экранизируемого романа, с позицией писателя — донести её до зрителей.
— Нина Игнатьева, журнал «Искусство кино», №11, 1965

Лишая образы романа глубины, создатели фильма не только упрощают их трактовку, — они подменяют психологическую разработку характеров схематичностью, и фильм становится кинематографически беспомощным — мысли, идеи, характеры романа остаются «за кадром». Зрители же видят банальную историю купли-продажи, изображённую к тому же довольно ординарными художественными средствами.
— Зоя Крахмальникова, журнал «Советский экран», №10, 1966

## Фестивали
- 1966 — VI кинофестиваль республик Прибалтики, Белоруссии и Молдавии — Почётный диплом Союза кинематографистов СССР Юри Ярвету за лучшее исполнение мужской роли